# Anelaphus lanuginosus
Anelaphus lanuginosus là một loài bọ cánh cứng trong họ Cerambycidae.